# The Truth About Love (álbum)
The Truth About Love é o sexto álbum de estúdio da artista musical americana Pink, lançado em 14 de setembro de 2012 através da RCA Records. O álbum têm influências de música rock com canções que, geralmente, são liricamente sobre relacionamentos, separações e diferentes fases e casos do amor, junto com os temas do feminismo. Diversos artistas musicais participam da gravação, como Lily Allen, Eminem e Nate Ruess da banda Fun.
O primeiro single do álbum foi "Blow Me (One Last Kiss)", lançado em 3 de julho de 2012, estreou num pico de número cinco na tabela musical Billboard Hot 100 dos Estados Unidos e permaneceu durante três semanas, além de ter tornado-se disco de platina por mais de um milhão de cópias vendidas. O single de acompanhamento "Try" e tornou-se o quarto lançamento a chegar no número um no Billboard Hot 100 de Pink. O terceiro single de The Truth About Love, "Just Give Me a Reason", tornou-se em 2013 a segunda canção com maior número de vendas dos EUA. Para divulgar o álbum, Pink iniciou a The Truth About Love Tour em fevereiro de 2013 e viajou pela América do Norte, Austrália e Europa e teve fim em 31 de janeiro de 2014.

## Antecedentes

### Produção
"É difícil escolher uma faixa para representar um álbum inteiro da Pink. A única coisa em comum é a minha voz. Você vai ter rock, R&B, uma balada country, uma música folk, uma pop, uma produzida por Max Martin, um hit para as rádios. Então é sempre uma surpresa, o que eu acho muito divertido. [...] Musicalmente, não é um disco que nem os da Sade, nos quais você já sabe o que irá ouvir quando colocá-los para tocar. É um disco da Pink. Você não tem ideia do que virá pela frente." 
 – Pink, falando sobre a escolha do 1º single do álbum e sobre sua diversidade de gêneros musicais.

Em Junho de 2011, um representante da Sony Music revelou que Pink já estava trabalhando em novo álbum de estúdio, o sucessor de Funhouse, e que este deveria ter sido lançado em Março do mesmo ano, mas teve o lançamento adiado devido a gravidez da cantora. Ainda de acordo com o representante, o lançamento tinha sido remarcado para 2012. No dia 7 de Outubro do mesmo ano, o RCA Music Group anunciou oficialmente o fechamento de suas gravadoras associadas, entre elas a Jive Records, a Arista Records e a J Records. Com a dissolução das gravadoras, Pink e outros demais artistas que eram contratados das antigas gravadoras iriam lançar seus novos projetos através da RCA Records, que havia se tornado o único selo representante das extintas gravadoras. No dia 19 de Dezembro de 2011, Joe Riccitelli, gerente de promoções da RCA, confirmou através de uma entrevista para uma rádio norte-americana que Pink estava trabalhando na produção de seu sexto álbum de inéditas, e que a composição das novas canções já estavam ocorrendo.
Em Fevereiro de 2012, a própria Pink confirmou que já estava em estúdio gravando o novo álbum, e três meses depois, em Maio, o site oficial da cantora teve seu plano de fundo alterado, e no novo fundo, viam-se imagens de Pink em estúdio gravando as novas músicas. Ao mesmo tempo em que o fundo foi alterado, novas faixas da cantora eram registradas no site da BMI e a fotógrafa Deborah Anderson divulgava novas informações sobre o photoshoot feito para a arte do álbum.
No dia 19 de Junho de 2012, a cantora anunciou através de um vídeo postado no Twitter que o 1º single do álbum seria lançado no dia 9 de Julho, e que se chamaria "Blow Me (One Last Kiss)". Ela acrescentou: "A música é muito animada. Acho que vocês vão gostar muito. Gosto dela o bastante por todos nós". No dia 3 de Julho, durante o intervalo das gravações do videoclipe de "Blow Me", Pink concedeu uma entrevista exclusiva ao programa de TV Australiano Today, na qual revelou o título e a data de lançamento do álbum. No dia seguinte, a cantora postou um vídeo em sua conta oficial confirmando as informações dadas posteriormente.
Durante uma entrevista para a rádio norte-americana Z100, Pink declarou que o álbum seria composto, em boa parte, por músicas mais agitadas, e que 40 faixas haviam sido compostas para o disco, mas que somente cerca de 14 entrariam na versão final. No dia 16 de Julho, a cantora divulgou a capa do álbum em seu site oficial, pedindo que os fãs deixassem suas opiniões nos comentários do post. Alguns dias mais tarde, foi divulgada a tracklist da versão padrão do álbum.

## Conceito e colaborações
Ao falar sobre o conceito do álbum, Pink disse o seguinte:
"As motivações do disco são as diferentes formas que o amor pode tomar – sombrio, iluminado, feliz, triste. Tudo que o amor pode te motivar a fazer. O disco explora o quanto o amor pode te machucar ou o quanto ele pode te fazer sentir bem".
Sobre as colaborações, a cantora confirmou a presença da cantora britânica Lilly Allen, do cantor Eminem e revelou que sua filha, Willow Sage Hart, também fará uma "participação" no álbum, tocando sino na faixa "How Come You're Not Here?" e baixo em "Timebomb". Sobre as parcerias, a cantora brincou: "Nos últimos 14 anos, todos me disseram não, mas agora todos dizem sim. Acho que pensam que estou mais tranquila. Pensavam que eu mordia".

## Singles
- "Blow Me (One Last Kiss)": Lançado como 1º single do álbum no dia 3 de Julho de 2012, é uma faixa uptempo produzida por Greg Kurstin e que possui influências dos gêneros musicais dance, pop rock e dance-pop.[13][22][23] A canção recebeu críticas bastante positivas por parte da crítica especializada, com muitos dos críticos tendo admirado a semelhança da faixa a canção "Stronger (What Doesn't Kill You)", também produzida por Kurstin.[24] A primeira aparição da canção em paradas musicais aconteceu na Austrália, onde ela estreou na 1ª posição da parada de singles da Australian Recording Industry Association (ARIA).[25] A faixa ainda atingiu a 8ª posição da New Zealand Singles Chart, a 4ª da Canadian Singles Chart, a 18ª da Irish Singles Chart, a 10ª da German Singles Chart e a 3ª da UK Singles Chart.[25] Nos Estados Unidos, "Blow Me" debutou na 58ª posição da Billboard Hot 100, subindo para a 9ª posição na semana seguinte. Após a performance da cantora no Video Music Awards de 2012, a faixa atingiu a 5ª posição da parada.[25] Com o resultado obtido por lá, Pink colocou seu 12º single no Top 10 da parada, e com isso se tornou uma das artistas com o maior número de singles no Top 10 da Billboard, superando Katy Perry e Lady GaGa, ambas com 11.[26]

- "Try": Lançado como 2º single do álbum no dia 6 de Setembro de 2012, deriva do pop rock. Estreou na 8ª posição da Australian Singles Chart.[27] Esta canção conseguiu um bom desempenho nas paradas mundiais, como a 8ª posição no UK Singles Chart, 2ª posição no Schweizer Hitparade, e a 9ª posição na Billboard Hot 100,assim a Pink conseguiu o colocar pela 14ª vez uma canção no Top 10 na parada Americana mais importante.

- "Just Give Me a Reason": Lançado como 3° single do álbum no dia 11 de Março de 2013, é uma faixa Pop, que conta com a parceria do vocalista da banda fun., Nate Ruess, que junto com a Pink e Jeff Bhasker compuseram esta canção. A música fez um grande sucesso em várias paradas do mundo, como a 2ª posição no UK Singles Chart, e ficou em 1° lugar em 25 países, o que se destaca é na Billboard Hot 100, que ficou 3 semanas na posição mais alta da parada mais importante dos EUA, com isso a Pink consegue pela 4ª vez colocar uma canção em 1° lugar, e é a 15ª vez que uma canção alcança o Top 10 Americano.

- "True Love": Foi lançado como o quarto single em 28 de junho de 2013, na Itália e em 15 de julho de 2013 em os EUA. A canção apresenta vocais de Lily Allen. A canção não conseguiu repetir o sucesso dos singles três anteriores lançados do álbum, chegando a posição # 53 na Billboard Hot 100. O único desempenho melhor nos mercados internacionais, sendo certificado Platina na Austrália e ouro na Nova Zelândia.

- "Walk of Shame": Foi lançado para rádio australiana como o quinto single do álbum em 25 de setembro de 2013.

- "Are We Are We Are": Será lançada como sexto single, sendo quinto single mundial do álbum. Are We All We Are chega as radios no final de outubro. A faixa já haviao sido divulgada como lyric video no ano passado, mas somente agora foi oficializada como single ao redor do mundo.

## Recepção

### Crítica
| Críticas profissionais | Críticas profissionais |
| Pontuações agregadas   | Pontuações agregadas   |
| Fonte                  | Avaliação              |
| ---------------------- | ---------------------- |
| Metacritic             | 77/100                 |
| Avaliações da crítica  |                        |
| Fonte                  | Avaliação              |
| AllMusic               | 4.5 de 5 estrelas.     |
| Billboard              | Positiva               |
| Boston Globe           | Positiva               |
| Chicago Tribune        | 2.5 de 4 estrelas.     |
| Entertainment Weekly   | A                      |
| Rolling Stone          | 3 de 5 estrelas.       |
| Slant Magazine         | 3 de 5 estrelas.       |
| The A.V. Club          | B-                     |
| The Guardian UK        | 4 de 5 estrelas.       |
| The New York Times     | Positiva               |

The Truth About Love foi muito bem recebido pela crítica especializada. No Metacritic, que registra uma média de aprovação para os álbuns baseada nas críticas dos críticos musicais, o álbum obteve 77 pontos de aprovação em 100, baseados em 14 críticas, o que indica "críticas geralmente favoráveis". Thomas Erlewine, do AllMusic, deu quatro estrelas e meia entre cinco ao disco, e definiu-o como "intencionalmente estranho, magnificamente humano, um grande álbum pop sobre emoções reais e um dos mais selvagens trajetos percorridos por Pink". Kyle Anderson, da revista Entertainment Weekly, deu ao álbum uma crítica positiva. Ele afirmou que "a narrativa de The Truth About Love é vibrante e sem vacilação, carregada de uma justificada ira, irreverência e uma visão clara do lado mais sombrio", e concluiu a crítica recomendando as faixas "Slut Like You" e "Beam Me Up". Caroline Sullivan, do jornal britânico The Guardian UK, também deu uma crítica positiva ao álbum, e notou que quando Pink "tem 'um dia de merda', acorda odiando seu marido ou simplesmente fica furiosa porque mulheres que querem sexo sem compromisso são vistas como 'promíscuas', ela canaliza seus pensamentos para algumas das mais pungentes canções do pop. Isso por si só já faria seu sétimo álbum ser maravilhoso, mas ela ainda tem o dom de converter a emoção crua em um pop-punk consciente". Sullivan concluiu afirmando que acha "uma pena que ela [Pink] tenha dado espaço para as baladas motivacionais de Mariah no álbum, como é o caso de 'The Great Escape', que prejudica o disco de uma forma feroz".

## Comercial
The Truth About Love alcançou a 1ª posição das paradas musicais de oito países até o momento: A da Alemanha, da Austrália, da Áustria, do Canadá, dos Estados Unidos, da Nova Zelândia, da Suécia e da Suiça. Na Austrália, as vendas do álbum ultrapassaram as 140,000 cópias na primeira semana e ele foi certificado 2x Platina pela Australian Recording Industry Association (ARIA). No Reino Unido, o álbum estreou na 2ª posição da UK Albums Chart e vendeu cerca de 80,000 cópias em sua primeira semana, tendo sido impedido de chegar a 1ª posição por outro lançamento da semana, o álbum Battle Born, do The Killers. Nos Estados Unidos o disco estreou na 1ª posição da Billboard 200 com vendas de 281,000 cópias em sua primeira semana. Esse é o primeiro álbum da carreira da cantora que conseguiu chegar ao topo da parada estadunidense e o sexto que conseguiu entrar no Top 10. No Canadá, foram comercializadas 28,000 cópias do álbum na semana de lançamento.

## Lista de faixas
| N.º            | Título                                   | Compositor(es)                                                        | Produtor(es)       | Duração |  |
| 1.             | "Are We All We Are"                      | Pink, Butch Walker, John Hill, Emile Haynie                           | Walker             | 3:37    |  |
| 2.             | "Blow Me (One Last Kiss)"                | Pink, Greg Kurstin                                                    | Kurstin            | 4:16    |  |
| 3.             | "Try"                                    | Busbee, Ben West                                                      | Busbee             | 4:07    |  |
| 4.             | "Just Give Me a Reason" (com Nate Ruess) | Pink, Jeff Bhasker, Ruess                                             | Bhasker            | 4:02    |  |
| 5.             | "True Love" (com Lilly Allen)            | Pink, Kurstin, Cooper                                                 | Kurstin            | 3:50    |  |
| 6.             | "How Come You're Not Here?"              | Pink, Kurstin                                                         | Kurstin            | 3:12    |  |
| 7.             | "Slut Like You"                          | Pink, Max Martin, Shellback                                           | Martin, Shellback  | 3:42    |  |
| 8.             | "The Truth About Love"                   | Pink, Billy Mann, David Schuler                                       | Mann, Schuler*     | 3:50    |  |
| 9.             | "Beam Me Up"                             | Pink, Mann                                                            | Mann               | 4:27    |  |
| 10.            | "Walk of Shame"                          | Pink, Kurstin                                                         | Kurstin            | 2:43    |  |
| 11.            | "Here Comes the Weekend" (com Eminem)    | Pink, Khalil Abdul Rahman, Pranam Injeti, Erick Alcock, Liz Rodrigues |                    | 4:25    |  |
| 12.            | "Where Did the Beat Go?"                 | Pink, Mann, Jon Keep, Steve Daly                                      | Mann, Tracklacers* | 4:18    |  |
| 13.            | "The Great Escape"                       | Pink, Dan Wilson                                                      | Wilson             | 4:24    |  |
| Duração total: | Duração total:                           | Duração total:                                                        | Duração total:     | 50:59   |  |

| Faixas bônus da edição deluxe |                     |                             |                |         |  |
| N.º                           | Título              | Compositor(es)              | Produtor(es)   | Duração |  |
| 14.                           | "My Signature Move" | Pink, Walker, Jake Sinclair | Walker         | 3:44    |  |
| 15.                           | "Is This Thing On?" | Pink, Walker, Sinclair      | Walker         | 4:23    |  |
| 16.                           | "Run"               | Pink, Walker, Sinclair      | Walker         | 4:11    |  |
| 17.                           | "Good Old Days"     | Pink, Mann, Schuler         | Mann, Schuler* | 4:02    |  |
| Duração total:                | Duração total:      | Duração total:              | Duração total: | 67:21   |  |

| Faixa bônus da edição deluxe japonesa |                                           |                                                 |                           |         |  |
| N.º                                   | Título                                    | Compositor(es)                                  | Produtor(es)              | Duração |  |
| 18.                                   | "The King Is Dead but the Queen Is Alive" | Pink, Mann, Walker, Niklas Olovson, Robin Lynch | Mann, MachoPsycho, Walker | 3:44    |  |
| Duração total:                        | Duração total:                            | Duração total:                                  | Duração total:            | 71:05   |  |

| Faixas bônus da edição deluxe da iTunes Store |                |                |                |         |  |
| N.º                                           | Título         | Compositor(es) | Produtor(es)   | Duração |  |
| 18.                                           | "Chaos & Piss" | Pink, White    | White          | 3:59    |  |
| 19.                                           | "Timebomb"     | Pink, Kurstin  | Kurstin        | 3:34    |  |
| Duração total:                                | Duração total: | Duração total: | Duração total: | 74:54   |  |

(*) Denota co-produtores
Notas
- A faixa "Slut Like You" faz referências à "Song 2", da banda Blur.
- Em alguns países, a versão física da edição deluxe do álbum foi lançada em um formato de 2 CDs, como no caso do Reino Unido.

## Desempenho nas tabelas musicais e certificações
| Tabela musical (2012)                     | Melhor posição |
| ----------------------------------------- | -------------- |
| Alemanha (German Albums Chart)            | 1              |
| Argentina (Argentinian Albums Chart)      | 6              |
| Austrália (Australian Albums Chart)       | 1              |
| Áustria (Austrian Albums Chart)           | 1              |
| Bélgica (Flandres) (Belgian Albums Chart) | 3              |
| Bélgica (Valônia) (Belgian Albums Chart)  | 4              |
| Brasil (Brazilian Albums Chart)           | 23             |
| Canadá (Canadian Albums Chart)            | 1              |
| Coreia do Sul (South Korea Albums Chart)  | 30             |
| Croácia (Croatian Albums Chart)           | 24             |
| Dinamarca (Danish Albums Chart)           | 4              |
| Escócia (Scottish Albums Chart)           | 2              |
| Espanha (Spanish Albums Chart)            | 10             |
| Estados Unidos (Billboard 200)            | 1              |
| Finlândia (Finnish Albums Chart)          | 4              |
| França (French Albums Chart)              | 4              |
| Hungria (Hungarian Albums Chart)          | 3              |
| Irlanda (Irish Albums Chart)              | 3              |
| Itália (Italian Albums Chart)             | 4              |
| Japão (Japanese Albums Chart)             | 14             |
| México (Mexican Albums Chart)             | 30             |
| Noruega (Norwegian Albums Chart)          | 7              |
| Nova Zelândia (New Zealand Albums Chart)  | 1              |
| Países Baixos (Dutch Albums Chart)        | 3              |
| Polónia (Polish Albums Chart)             | 24             |
| Portugal (Portuguese Albums Chart)        | 8              |
| Reino Unido (UK Albums Chart)             | 2              |
| Chéquia (Czech Albums Chart)              | 5              |
| Rússia (Russian Albums Chart)             | 9              |
| Suécia (Swedish Albums Chart)             | 1              |
| Suíça (Swiss Albums Chart)                | 1              |

| País           | Certificação | Provedor     | Vendas    |
| -------------- | ------------ | ------------ | --------- |
| Austrália      | 8× Platina   | ARIA         | 560,000+  |
| Áustria        | Platina      | IFPI Áustria | 20,000+   |
| Canadá         | 3× Platina   | Music Canada | 240,000+  |
| Estados Unidos | Platina      | RIAA         | 1,618,000 |
| Nova Zelândia  | 2× Platina   | RIANZ        | 30,000+   |

## Histórico de lançamento
| País           | Data                   | Gravadora(s)    | Formato(s)                  | Edição(ões)    |
| -------------- | ---------------------- | --------------- | --------------------------- | -------------- |
| Austrália      | 14 de Setembro de 2012 | Sony Music, RCA | CD, download digital        | Padrão, deluxe |
| Irlanda        | 14 de Setembro de 2012 | Sony Music, RCA | CD, download digital        | Padrão, deluxe |
| Nova Zelândia  | 14 de Setembro de 2012 | Sony Music, RCA | CD, download digital        | Padrão, deluxe |
| Escócia        | 17 de Setembro de 2012 | Sony Music, RCA | CD, download digital        | Padrão, deluxe |
| Portugal       | 17 de Setembro de 2012 | Sony Music, RCA | CD, download digital        | Padrão, deluxe |
| Reino Unido    | 17 de Setembro de 2012 | Sony Music, RCA | CD, download digital        | Padrão, deluxe |
| Brasil         | 18 de Setembro de 2012 | Sony Music, RCA | CD, download digital        | Padrão, deluxe |
| Canadá         | 18 de Setembro de 2012 | Sony Music, RCA | CD, download digital        | Padrão, deluxe |
| Estados Unidos | 18 de Setembro de 2012 | Sony Music, RCA | CD, download digital, vinil | Padrão, deluxe |
| Japão          | 3 de Outubro de 2012   | Sony Music, RCA | CD, download digital        | Padrão, deluxe |